# Sam Francis
Samuel Lewis “Sam” Francis, född 25 juni 1923 i San Mateo i Kalifornien, död 4 november 1994 i Santa Monica i Kalifornien, var en amerikansk målare och grafiker.

## Biografi
Francis fick sin utbildning vid University of California, Berkeley, där han studerade botanik, medicin och psykologi. Han tjänstgjorde i US Army Air Force under andra världskriget tills han blev skadad vid en provflygning. Han vårdades på sjukhus i flera år och det var efter ett besök där, år 1945, av konstnären David Park, som han började måla.

### Karriär
Francis påverkades från början i sitt måleri av abstrakta expressionister som Mark Rothko, Arshile Gorky och Clyfford Still. Han tillbringade 1950-talet i Paris och hade sin första utställning där år 1952. Under sin tid där blev han också bekant med Tachismen. Han tillbringade sedan en tid i Japan, och man har därefter sett en påverkan från zenbuddhismen i hans arbete.
Francis tillbringade en tid i Paris utföra helt monokromatiska verk, men hans mogna verk är i allmänhet stora oljemålningar med sprutade eller stänkte ytor i ljusa kontrasterande färger, med områden av omålad vit duk kvar. Han har målat stora väggmålningar för Kunsthalle i Basel år 1956 - 58 och för Chase Manhattan Bank i New York 1959. I början av 1960-talet började han sin "Edge"-serie.
Francis återvände till Kalifornien under 1960 och fortsatte måla, främst i Los Angeles, men även i Tokyo där han bodde 1973 - 74. Under de sista tre decennierna av sin karriär gick hans stil mot den storskaliga, ljusa abstrakta expressionismen , som var nära förbunden med Color Field Painting, en stil som uppstått i New York under 1940- och 50-talen.
År 1984 Francis grundade The Lapis Press med målet att producera ovanliga och tidsenliga texter i visuellt övertygande format.
Under det sista året av sitt liv, led han av prostatacancer och var oförmögen att måla med sin högra hand efter ett fall, men i ett slutligt utbrott av energi använde han sin vänstra hand för att slutföra en bländande serie av omkring 150 små målningar innan han dog.

### Representation
Målningar av Francis finns i internationella museisamlingar såsom Metropolitan Museum of Art, Museum of Modern Art i New York, The Kunstmuseum Basel och Centre Pompidou-Musée National d'Art Moderne, Paris, Moderna museet, Ateneum, Victoria and Albert Museum, Smithsonian American Art Museum, Whitney Museum of American Art, Art Institute of Chicago, Philadelphia Museum of Art, San Francisco Museum of Modern Art, Minneapolis Institute of Art, National Gallery of Victoria, Tate Modern, National Gallery of Art, Göteborgs konstmuseum och Musée national des beaux-arts du Québec